# Бразговская, Елена Евгеньевна
Еле́на Евге́ньевна Бразго́вская (род. 22 сентября 1957) — российский лингвист-славист, специалист в области полонистики и семиотики. Доктор филологических наук (2005), профессор Пермского гуманитарно-педагогического университета и Русской христианской гуманитарной академии.

## Биография
Окончила филологический факультет Белорусского государственного университета (1980). В 2000 году защитила в Санкт-Петербурге кандидатскую диссертацию «Лингвостилистические аспекты художественного перевода (на материале произведений Ярослава Ивашкевича и их переводов на русский язык)», в 2005 году — докторскую диссертацию «Логико-семиотический анализ межтекстовых взаимодействий (на материале текстов Чеслава Милоша и Ярослава Ивашкевича)». Профессор кафедры культурологии (исторический факультет) и кафедры общего языкознания, русского и коми-пермяцкого языков и методики преподавания языков (филологический факультет) ПГГПУ, профессор кафедры зарубежной филологии и лингводидактики факультета мировых языков и культур РХГА им. Ф. М. Достоевского.
Среди читаемых курсов: для бакалавров, магистрантов и аспирантов филологического факультета — общая семиотика, введение в языкознание, теория языка, теория перевода, польский язык, актуальные проблемы современной лингвистики, когнитивная лингвистика, философия языка, академическое письмо, славянские языки и культуры в современном мире; для культурологов — семиотика культуры, язык и текст как концепты философии ХХ-XXI вв., теория литературы, музыка как язык культуры.
Награждена дипломом лауреата всероссийского конкурса на лучшую научную книгу Сочи-2009 за научное издание «Языки и коды. Введение в семиотику культуры» (Пермь, 2008), почётной грамотой Министерства образования и науки РФ (2010), удостоена звания «Профессор года» ПГГПУ (2012).

## Научная деятельность
Спектр научных интересов: семиотика культуры, философия культуры, философские проблемы языка и текста, логические методы анализа языка, искусственные языки и вторичные моделирующие системы, стилистика философского дискурса, семиотика музыки, теория перевода, полонистика (в частности, творчество Я. Ивашкевича, С. Лема, Ч. Милоша, О. Токарчук). Автор курса лекций по общей семиотике.

## Основные работы
Книги
- Текст в пространстве культуры («Sny. Ogrody. Sеrеnitе» Ярослава Ивашкевича). — Пермь, 2001.
- Текст культуры: от события — к со-бытию (логико-семиотический анализ межтекстовых взаимодействий). — Пермь: Изд-во ПГПУ, 2004. (Рец.: Кузьмина Н. А. Бразговская Е. Е. Текст культуры: от события — к со-бытию. Логико-семиотический анализ межтекстовых взаимодействий // Вестник Омского государственного университета. № 2, 2005).
- Референция и отображение: от философии языка к философии текста. — Пермь: Изд-во ПГПУ, 2006.
- Языки и коды: Введение в семиотику культуры. — Пермь: ПГПУ, 2008. (Диплом лауреата всероссийского конкурса научной книги Сочи-2009)
  - Языки и коды. Введение в семиотику культуры. — Пермский гос.пед.ун-т, 2010. (Электронное издание зарегистрировано Министерством связи и массовых коммуникаций РФ 27.10.10, № государственной регистрации 0321002175)
- Чеслав Милош: Язык как персонаж. — М.: Летний сад, 2012.
  - Чеслав Милош: Язык как персонаж. Философия языка сквозь призму поэзии. — GmbH: Akademikerverlag, 2012.
- В лабиринтах семиотики: очерки и этюды по общей семиотике и семиотике искусства. — М. — Екатеринбург, 2017.
  - В лабиринтах семиотики: очерки и этюды по общей семиотике и семиотике искусства — М. — Екатеринбург: Кабинетный учёный, 2018.
- Семиотика. Языки и коды культуры: учебник и практикум для академического бакалавриата. М.: Юрайт, 2019. (Серия : Бакалавр. Академический курс). ISBN 978-5-534-11201-6. (Рекомендовано УМО высшего образования в качестве учебного пособия для студентов высших учебных заведений, обучающихся по гуманитарным направлениям)
  - 2-е изд., испр. и доп. — М., 2019.
- Между интеллектом и воображением: философия языка сквозь призму литературы. — СПб.: РХГА им. Ф. М. Достоевского, 2025.

Некоторые статьи
- Проблемы знака и именования в поэтической онтологии Чеслава Милоша // Исследование славянских языков и литератур в высшей школе: достижения и перспективы. Информационные материалы международной научной конференции. — М.: МГУ, 2003. — С. 56—60.
- Авторские стратегии присоединения текста к предшествующему корпусу текстов (Чеслав Милош и Ярослав Ивашкевич) // Межрегиональная конференция славистов. Российское славяноведение в начале XXI века: задачи и перспективы развития: Материалы Всероссийского совещания славистов (23-24 октября 2003 г.). — М.: Институт славяноведения РАН, 2005.
- Знак межтекстовых взаимодействий: сущностные характеристики и границы интерпретируемости (логико-семиотический анализ) // Вестник Омского государственного университета. — 2004. — № 4. — С. 107—112.
- О возможностях сохранения «эффектов соприсутствия» в тексте перевода (русско- и англоязычные переводы Чеслава Милоша) // Сопоставительная лингвистика-2004 / отв. ред. В. И. Томашпольский. — Екатеринбург, 2004.
- Lingua Universalis пространства культуры // Язык и социум. Материалы VI международной научной конференции. — Минск, 2004.
- Знак и вещь в поэтической онтологии Чеслава Милоша // Филолог. Научно-методический интернет-журнал. — Вып. № 6 (2005). — С. 58—62.
- Интерпретация текста-в-тексте (логико-семиотический аспект) // Критика и семиотика. Новосибирск: Институт филологии СО РАН. — 2005. — Вып. № 8.
- Проблемы философии языка в интерпретации Х. Л. Борхеса // Вопросы лингвистики, педагогики и методики преподавания иностранных языков. — Ижевск, Удмуртский гос. ун-т, 2006. — С. 56—67.
- Та роза, которая вне тленья и стиха … (этюд о розе Борхеса и Эко) / Вестник ПермГПУ. Сер. Филология. — 2006. — Вып.1. — С. 86—93.
  - Та роза, которая вне тленья и стиха… (этюд о розе Борхеса и Эко) // Филологические заметки. — 2006. — Т. 2.
- Логика порождения дискурса в языках «реалистического типа» // Современная логика: проблемы теории, истории и применения в науке. — СПб.: СПбГУ, 2006. — С. 15—19.
- Problemy filozofii języka wtwórczości Czesława Miłosza // Чеслав Милош из перспективы XXI века. Материалы международной конференции. Каунас, 2006. — С. 48-60 (на польском языке).
- Bendrinių ir objektų įvardijmoproblemos interpretacja Czesławo Miłoszokŭryboje // Czesławas Niłoszas iš XXI Amžiausperspektyvos. — Kaunas, Kaunas Universitetas, 2007. — P. 124—136. (на литовском языке)
- Об истинности соответствий между текстом и миром // Я и Другой в пространстве текста: межвуз сб. науч. трудов. Перм. ун-т; Ун-т в Любляне, 2007. — С. 164—180.
- Преодоление рациональности языка в философско-художественном дискурсе // Вестник Пермского университета. Серия: Филология. — 2008. — № 3. — С. 8—13.
- Язык как персонаж: художественная философия языка Чеслава Милоша // Филолог. Научно-методический интернет-журнал. — Вып. № 8 (2009).
- Мандельштам: определение неопределяемого // Материалы международной конференции «IV мандельштамовские чтения». — Пермь: ПГПУ, 2009. — С. 35—44.
- Чеслав Милош: Uchwycićsłowami rzeczywystość (возможности художественного способа анализа истинности языкового отображения) // Материалы международной конференции «Х Славистические чтения». — СПб: СПбГУ, 2010. — С. 36— 46.
- NEAPTINKAMYBĖS NOMINACIJOSMETAFIZINIUOSE ČESLOVO MILOŠO TEKSTUOSE (Номинации неопределяемого в метафизических текстах Чеслава Милоша) // ČESLOVO MILOŠOSKAITYMAI 3 — KULTŪRŲ SANKIRTOS: PATIRTYS IRPOKYČIAI (международный сборник научных трудов). — Kaunas: VDU, 2010. — ISBN 978-9955-12-625-6 — С. 45—53. (на литовском яз.)
- Алгоритмы отображения метафизических абстракций // Вестник Русской христианской гуманитарной академии. — 2011. — Т. 12. — № 4. — С. 73—82.
- Язык как дом поэта: лингвофилософская составляющая интерпретации текстов Чеслава Милоша // Чтение: рецепция и интерпретация. Сборник научных статей. — Гродно: Изд-во гос. ун-та им. Я.Купалы, 2011. — С. 17—26.
- Магия сферы: Концептуальная метафора в «Имени розы» Умберто Эко // Филолог. Научно-методический интернет-журнал. — Вып. № 15 (2011).
- Милош — переводчик Милоша // Материалы международной научной конференции «Современная славистика и научное наследие проф. С. Б. Бернштейна», Москва, 15-17 марта 2011 г. — С. 396—398.
- Landscape of Memory: Czesław Miłosz’s «ABC» // ČESLOVO MILOŠO SKAITYMAI 5. GENIUS LOCI — ASMENYBĖ IR KŪRYBA KAIP ERDVĖS VAIZDINYS. — Kaunas: Vytauto Didžiojo universitetas, 2012. — Р. 89-98.
- Мир в алфавитном порядке: об «Азбуке» Чеслова Милоша // Вестник Пермского государственного университета. Российская и зарубежная филология. — 2012. — № 4(20). — С. 81—89.
  - Мир в алфавитном порядке (послесловие) // Милош Ч. Азбука / Пер. с польск. Н.Кузнецова. СПб.: Изд-во Ивана Лимбаха, 2015. — С. 578—608.
- «Семиотика за пределами аудитории: Цикл заметок о том, как всё то, что „и так ясно“, теряет свою очевидность»:
  - Статья первая. О знаках и вещах, или О том, что «замылилось» и потому перестало осознаваться // Филолог. Научно-методический интернет-журнал. — Вып. № 18 (2012).
  - http://philolog.pspu.ru/module/magazine/do/mpub_19_401 Статья вторая. Существуют ли знаки без референтов и референты, не актуализированные в знаках?] // Филолог. Научно-методический интернет-журнал. — Вып. № 19 (2012).
  - Статья третья. Семиотика отражений: о зеркалах, не способных производить знаки //Филолог. Научно-методический интернет-журнал. — Вып. № 20 (2012).
  - Cтатья четвёртая. Парадоксы иконизма: от иллюзии вещности к эмблеме // Филолог. Научно-методический интернет-журнал. — Вып. № 22 (2013).
  - Статья пятая: вербализация музыки как семиотическое приключение // Филолог. Научно-методический интернет-журнал. — Вып. № 26 (2014).
- «Кысь» в семиотическом прочтении // Филолог. Научно-методический интернет-журнал. — Вып. № 20 (2012).
- Человек в мантии языка // Семиозис и культура: лабиринты смысла / под общ. ред. И. Е. Фадеевой, В. А. Сулимова. — Сыктывкар: Коми пединститут, 2012. — С. 45—58.
- Человек во власти языка: Чеслав Милош о проблеме языкового детерминизма // Вестник Воронежского государственного университета. Серия: Лингвистика и межкультурная коммуникация. — 2012. — № 2. — С. 13-20.
- Бразговская Е. Е., Смердова Е. А. Когнитивный потенциал автореференции: самоописания в прозе Станислава Лема // Вестник Пермского университета. Российская и зарубежная филология. 2013. — № 2 (22). — С. 94—102.
- Маргиналии как форма мышления: glossa collecta в культуре ХХ века // Семиозис и культура: интеллектуальные практики — Сыктывкар: Коми пединститут, 2013. — С. 314—331.
- Автоперевод и самотождественность в корпусе текстов билингвального автора // Человек. Культура. Образование. — 2014. — № 3 (13). — С. 21—37.
- Вербализация музыки как межсемиотический перевод // Критика и семиотика. Новосибирск: Институт филологии СО РАН. — 2014. — № 1. — С. 30—47.
- Семиотика идентичности // Вестник Пермского университета. Российская и зарубежная филология. — 2014. — Вып. 4 (28). — С. 108—115.
- Человек в точках интенсивности: сад как пространство самоидентификации // Respectus Philologicus, Vilnius University, Kaunas Faculty of Humanities. — 2014. — Nr 26(31) — P. 57—69.
- Бразговская Е. Е., Холманских Ю. С. К определению ничто: Джон Вилмот и метафизика в образах // Филологические науки. Вопросы теории и практики. — 2014. — № 3-2 (33). — С. 41-46.
  - Elena Evgenevna Brazgovskaya, Julia Sergeevna Kholmanskikh. On the notion of Nothing: J. Wilmot and metaphysics in images // European Jornal of Science and Theology. — December 2014. — Vol. 10. — No. 6. — P. 29-37.
- Актуализация пространственных образов в музыке: когнитивно-семиотический аспект // Социо- и психолингвистические исследования. — 2015. — Вып. 3. — С. 109—116.
- Визуализация мифа в музыке: «Калевала» и «Туонельский лебедь» Ж. Сибелиуса. — Вестник гуманитарного научного образования. — Вып. 5(50). — Сентябрь-октябрь 2015.
- «Это я или культура, в которой я вырос?»: Чеслав Милош об аутентичности поэта в культуре // Сегменты идентичности в творчестве зарубежных славянских писателей — СПб.: Изд-во СПбГУ, 2015. — С. 65—89.
- Восприятие музыки как полилингвальный акт: Ярослав Ивашкевич о Фредерике Шопене. — UNIVERSUM: филология и искусствоведение. — 2015 — № 11 (23).
- От вещей — к концептам: когнитивно-семиотические заметки о «Доме философа» Чеслава Милоша // Критика и семиотика. Новосибирск: Институт филологии СО РАН. — 2019. — Вып. 1. — С. 339—349. DOI: 10.25205/2307-1737-2019-1-339-349 ISSN 2307—1737.
- От вещей — к концептам: когнитивно-семиотические заметки о «Доме философа» Чеслава Милоша // Критика и семиотика. Новосибирск: Институт филологии СО РАН. — 2019. — № 3. — С. 9—19.
- Увидеть понятие: термин в зеркале ментальных репрезентаций // Вестник Томского государственного университета. Филология — 2019.
- Экфрасис как семиотический эксперимент // Критика и семиотика. Новосибирск: Институт филологии СО РАН. — 2020. — № 1. — С. 52—72. DOI: 10.25205/2307-1737-2020-1-52-72
- Как мы слышим: когнитивно-семиотические заметки о восприятии музыки // Человек. Культура. Образование. СыктГУ им. Питирима Сорокина. — 2021. № 1(39). — С. 40—61. DOI: 10.34130/2233-1277-2021-1-40
- Поэзия как пространство когнитивных исследований: Чеслав Милош и Говард Немеров // Вестник БФУ им. И. Канта. — 2021. — № 2. — С. 60—71.
- О вербальности несловесного текста: опыт восприятия «Немой оперы» Ольги Бочихиной // Вестник РХГА. — 2021. — Т. 22. — Вып. 3. — С. 254—267. DOI 10.25991/VRHGA.2021.22.3.021
- Культура как неограниченный семиозис (рецензия на коллективную монографию: Семиозис и культура: современные культурные практики / под ред. Л. В. Гурленовой, Г. Л. Тульчинского; ФГБОУ ВО «Сыктыв. гос. ун-т им. Питирима Сорокина» // Человек. Культура. Образование. — 2021. — № 3 (41). — С. 167—173.
- «Язык — творящий конструктор, совершенный мотор эволюции»: по страницам философских текстов Станислава Лема // Вестник РХГА. Филологические науки. — 2021. — Т. 2. № 2. — С. 70—85.
- Понятия как инструмент идентификации: словарные проекты Ольги Токарчук и Чеслава Милоша // Тезисы докладов 50-й Международной научной филологической конференции имени Л. А. Вербицкой. — СПб., 2022.
- Бразговская Е. Е., Селецкая В. М. Адамический язык — язык совершенства? // Вестник РХГА. Философия. — 2023. — Т. 24. — Вып. 2. — С. 34—46.